# Władysław Marchoł

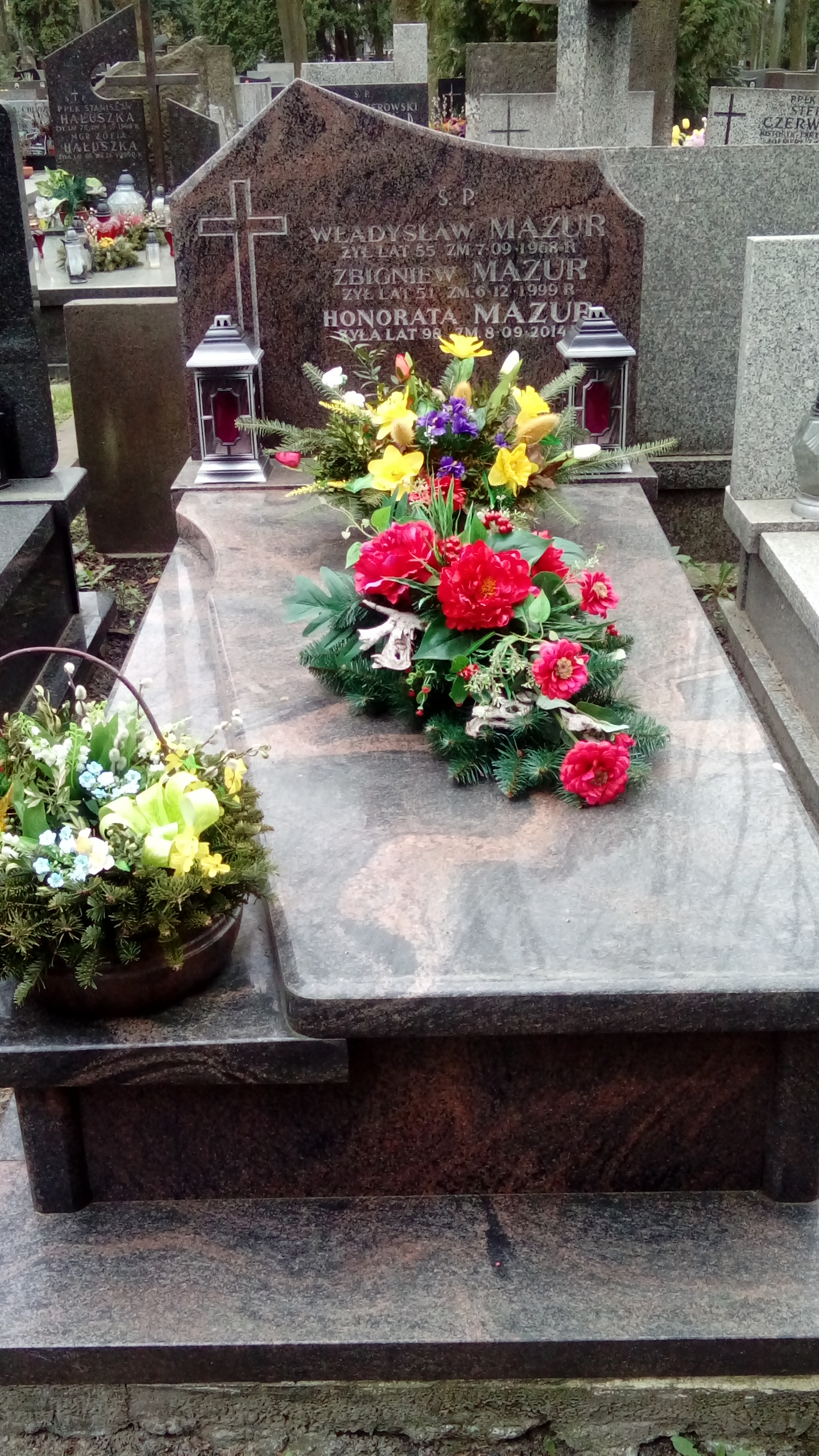
Grób Władysława Mazura na Cmentarzu wojskowym na Powązkach

Władysław Marchoł, pseud. Mazur (ur. 24 lipca 1913 w Nacpolsku, zm. 7 września 1968) – polski działacz ruchu ludowego, członek PPR i PZPR, oficer Armii Ludowej, Milicji Obywatelskiej oraz Służby Bezpieczeństwa.

## Życiorys
Syn Piotra i Ewy. Miał wykształcenie średnie, od 1930 był działaczem ZMW RP „Wici”, a od 1933 Stronnictwa Ludowego. W latach 1934–1935 odbywał służbę wojskową i został kapralem.
W 1939 brał udział w wojnie obronnej. Wzięty do niemieckiej niewoli, w lipcu 1940 zbiegł z obozu jenieckiego i wstąpił do organizacji Rewolucyjne Rady Robotniczo-Chłopskie „Młot i Sierp”, od lipca 1941 członek Komitetu Powiatowego tej organizacji. Od 1942 członek KP Polskiej Partii Robotniczej, od lipca 1943 dowódca Okręgu Płockiego Gwardii Ludowej i członek Komitetu Okręgowego PPR. Od sierpnia 1943 porucznik GL, od stycznia 1944 kapitan AL. Od 9 lipca 1944 przedstawiciel AL w konspiracyjnej Wojewódzkiej Radzie Narodowej na Mazowszu. Współtwórca Brygady AL „Synowie Ziemi Mazowieckiej”, której został dowódcą w sierpniu 1944. Uczestnik wielu akcji i walk z Niemcami.
7 lutego 1945 objął funkcję zastępcy szefa Wydziału Personalnego w Komendzie Głównej Milicji Obywatelskiej w Warszawie. W kwietniu 1945 został dowódcą Grupy Operacyjnej „Dolny Śląsk” przy Komendzie Wojewódzkiej MO we Wrocławiu, w 1946 – komendantem wojewódzkim MO w Olsztynie, a w 1947 – zastępcą komendanta ds. ORMO w KW MO w Bydgoszczy. W latach 1948–1950 był zastępcą komendanta wojewódzkiego MO w Krakowie. W lutym 1950 przeszedł do dyspozycji Komitetu Centralnego PZPR.
W 1952 ukończył 2-letnią Szkołę Partyjną przy KC PZPR.
W maju 1962 odbył kurs dla nowo przyjętych funkcjonariuszy Służby Bezpieczeństwa. W latach 1962–1966 był starszym oficerem techniki operacyjnej w Biurze „T” MSW.
Od 1966 na emeryturze, pracował społecznie w Komisji Historii Partii przy WKW PZPR.

## Życie prywatne
Poślubił Honoratę z domu Sobiesiak (ur. 11 stycznia 1916, zm. 8 września 2014). Para spoczywa na wojskowych Powązkach (kwatera A12-5-23).

## Awanse
- oficer GL - 1942
- porucznik - sierpień 1943
- kapitan - styczeń 1944
- major - 1944

## Odznaczenia
- Order Krzyża Grunwaldu III klasy
- Order Virtuti Militari V klasy
- Krzyż Kawalerski Orderu Odrodzenia Polski (1946)[4]
- Krzyż Partyzancki
- Medal Zwycięstwa i Wolności 1945